# Liopropomatinae
Liopropomatinae, potporodica riba porodice Serranidae, red Perciformes. Sastoji se od roda Liopropoma (najbrojniji rod po kojoj je potporodica dobila ime), dok se ostala 3 roda Jeboehlkia (vrsta Jeboehlkia gladifer), Rainfordia (s vrstom Rainfordia opercularis) i Bathyanthias (vrste Bathyanthias cubensis, Bathyanthias mexicanus, Bathyanthias roseus) danas se kllasificiraju potporodici Epinephelinae.

## Slike
- slike